# إبطال النظام الملكي
يشمل إبطال النظام الملكي أو إبطال المَلَكية إنهاء العناصر المَلَكية في الحكومة والتي عادةً ما تكون موروثة.
أُبطل النظام الملكي بطرق مختلفة، بما في ذلك عن طريق التنازل عن العرش ما أدى إلى زوال النظام الملكي بالكامل، أو عن طريق الإصلاح التشريعي أو الثورة أو الانقلاب أو إنهاء الاستعمار. تكررت عمليات إبطال الملكية بكثرة في القرن العشرين الذي رافقه انخفاض عدد الممالك في أوروبا من 22 حتى 12 بين عامي 1914 و2015 وارتفاع عدد الجمهوريات من 4 حتى 34. أدى إنهاء الاستعمار والاستقلال إلى إبطال الملكية في عدد من المستعمرات السابقة مثل التي أنشأتها المملكة المتحدة.
تشمل دوافع هذا الإبطال المساواة ومناهضة التفريق الطبقي ومعارضة المؤسسات غير الديمقراطية والموروثة والنظرة إلى المَلَكية على أنها مفارقة تاريخية أو قديمة، ومعارضة ملك أو سلالة حاكمة معينة. في كثير من المستعمرات الحالية أو السابقة، يُعتبر إبطال نفوذ المَلكية جزءًا من إنهاء الاستعمار. وفي كثير من دول الكومنولث، يمكن اعتبار الملكية مؤسسة أجنبية تتعارض مع الهوية القومية أو السيادة الوطنية.
في القرن الحادي والعشرين، شهدت بعض الدول الملكية حركات ثورية جمهورية واسعة النطاق مثل في إسبانيا وأستراليا.
منذ بداية القرن العشرين، قلَّت المصالحات الملكية بشكل بالغ نسبيًا. ومن الأمثلة على ذلك، الملكية في إسبانيا التي كانت منذ عام 1947 وصاية على عرش شاغر لكن تمت استعادته عام 1975؛ إلى جانب إعادة أمير الكويت عام 1991 بعد إبطال ملكيته عام 1990 أثناء حرب الخليج الثانية؛ وأيضًا انتقال كمبوديا عام 1993 من جمهورية كمبوتشيا الشعبية إلى ملكية انتخابية.

## إحياء التقليد الغربي الكلاسيكي المعادي للملكية في القرن السابع عشر
تحت قيادة أوليفر كرومويل عام 1649، حوكم الملك تشارلز الأول بتهمة الخيانة العظمى وتمت إدانته ثم إعدامه. وقد كان هذا بمثابة نهاية الحرب الأهلية الإنجليزية التي أدَّت إلى الإطاحة بالبرلمان والملكية وبدء فترة من الجمهورية الإنجليزية (المعروفة باسم حروب الممالك الثلاث). لكن بعد أحد عشر عامًا، أي في عام 1660، تم استرداد ملكية محدودة لكن تحت إشراف برلمان مستقل.

## فجر الثورات الجمهورية في القرن الثامن عشر

### الأمريكيتان
تطورت الحركات المنظمة المعادية للملكية المعروفة الآن باسم الولايات المتحدة بدءًا من ثورة تدريجية عام 1765 عندما قاوم المستعمرون فرض ضريبة الطوابع من خلال مقاطعتهم وإدانتهم لمسؤولي جباية الضرائب. بينما كانوا خاضعين لسلطة برلمان بريطانيا العظمى (لأن الملكية كانت محدودة منذ عام 1660)، اشتبك مواطنو أمريكا الشمالية بشكل متزايد مع البرلمان الذي لم يوفر أي من المقاعد لممثلي أمريكا الشمالية. ومع إعلان الاستقلال عام 1776، أدَّت الدعاية المعادية للملكية إلى القيام باحتجاجات عنيفة أزال فيها المُحتجون رموز الملكية بشكل مضني مثلًا، الإطاحة بتمثال الفارس لجورج الثالث في مدينة نيويورك. وقد تأثر الموالون للبرلمان بشكل خاص بالهجمات الحزبية، فقد غادر عشرات الآلاف منهم إلى كندا البريطانية. صودرت الممتلكات المتبقية من قبل الدول الثلاث عشرة المنشئة حديثًا من خلال إقرار قوانين جديدة تقتضي ذلك. بالإضافة إلى ندرة وجود أي قطع أثرية من الفترة الاستعمارية في الولايات المتحدة تُعبر عن النظام الملكي البريطاني. ومع ذلك، لم تكن جميع الآراء معادية للمَلَكية بشكل كامل. بقيت الحالة الطبيعية للنظام الملكي بترأسه الحكم إذ رأى بعض الأمريكيين أن مناقشة الرئاسة من الناحية الملكية، نظام القيصر، أمرًا مبكرًا في الجمهورية الجديدة.

### أوروبا
تضمنت واحدة من أهم عمليات إبطال المَكية في التاريخ -جنبًا إلى جنب مع جمهورية هولندا 1581-1795- الملكية الفرنسية عام 1792 بعد الثورة الفرنسية. توج نابليون، الذي عُدَّ بطل الثورة الجمهورية في البداية، نفسه إمبراطورًا عام 1804 ليحل محله بعد ذلك استعادة البوربون عام 1815 والذي بدوره تم استبداله بملكية يوليو الأكثر ليبرالية في عام 1830. عُدَّت ثورات الربيع الأوروبي عام 1848 انتفاضة أوسع وأكبر ضد النظام الملكي والتي حلَّت محل خلافة القادة الملكيين مع الجمهورية الفرنسية الثانية التي لم تدم طويلًا. أسَّس نابليون الثالث الإمبراطورية الفرنسية الثانية (1852-1870)، محتفظًا بالجوانب الجمهورية في حين نصًّب نفسه مركزًا للدولة إلى أن أدَّت الخسائر في الحرب الفرنسية البروسية إلى سقوطه الذي ترافق مع نشوء الجمهورية الفرنسية الثالثة والنهاية الكبرى للنظام المَلَكي في فرنسا.

## توسع ثم انهيار الملكيات الاستعمارية في القرن التاسع عشر

### أفريقيا
مدغشقر انتهت ملكية مدغشقر، المعروفة باسم مملكة ميرينا، عام 1897 عندما جعلتها فرنسا مستعمرة وأطاحت بالملكة رانافالونا الثالثة.
زمبابوي في عام 1629، حاول الملك موينيموتابا طرد البرتغاليين لكنه فشل ما أدى إلى الإطاحة به وتنصيب البرتغالي مافورا ماهندي فيليبي على العرش. ثم في عام 1917، قُتِل مامبو شيوكو، آخر ملك من السلالة الحاكمة، في معركة ضد البرتغاليين.

### الأمريكيتان
المكسيك
وُجدت الإمبراطورية المكسيكية الأولى منذ إعلان الاستقلال في سبتمبر عام 1821 حتى تنازل الإمبراطور أغوستين دي إتوربيدي عن عرشه في مارس عام 1823. استولت الحكومة المؤقتة على السلطة وأعلنت الجمهورية المكسيكية الأولى عام 1824. بسبب التدخل الفرنسي تحت حكم نابليون الثالث، استمرت الإمبراطورية المكسيكية الثانية من عام 1864 حتى عام 1867 عندما انهارت وأُعدِم إمبراطورها ماكسيميليان الأول.
البرازيل
تأسَّست المَلَكية البرازيلية رسميًا عام 1815 من خلال المملكة المتحدة للبرتغال والبرازيل والغرب (التي كانت مملكة البرازيل من المؤسسين لها)، ثم تطورت إلى إمبراطورية البرازيل عام 1822 التي تم إبطالها لاحقًا في عام 1889 عندما أُطيح بالإمبراطور بيدرو الثاني بانقلاب عسكري جمهوري (تم تأكيد الجمهورية من خلال استفتاء عام 1993 الذي انتهى بنتيجة 86٪ من الأصوات لصالح الحكومة الجمهورية).

### آسيا
بورما
أُبطل النظام الملكي في بورما في عام 1885 عندما أطيح بعرش آخر ملوكها، تيبو مين، لتنضم بلاده إلى بريطانيا.
جنوب آسيا
في عام 1858، شهدت سلطنة مغول الهند نهايتها بعد خسارتها الحرب ضد بريطانيا ما أدَّى إلى الإطاحة بعرش الملك محمد بهادر شاه.

### أوروبا
إيطاليا
بين عامي 1859 و1861، انتهت فترة الممالك الأربعة في جنوب أوروبا (التي ضمت: دوقية بارما ودوقية مودينا وريدجو ودوقية توسكانا الكبرى ومملكة الصقليتين) وذلك عندما أصبحت جميعها جزءًا من مملكة إيطاليا الجديدة.
إسبانيا
أبطلت الملكية في إسبانيا من عام 1873 حتى عام 1874 بعد تأسيس الجمهورية الإسبانية الأولى، لكنها سرعان ما استُردت واستمرت حتى عام 1931.

### المحيط الهادئ
هاواي
في عام 1893، أطاح قادة الأعمال الأجنبية بالملكة ليليوكالاني، ملكة هاواي. ثم أسَّسوا جمهورية ضُمت لاحقًا إلى الولايات المتحدة عام 1898.
تاهيتي
انتهى النظام المَلَكي في تاهيتي عام 1880 عندما جعلتها فرنسا مستعمرة تابعة لها بعد إطاحة الملك بوماري الخامس.
مانوا
بعد التنازل عن سيادة جزر مانوا في ساموا الأمريكية الحديثة إلى الولايات المتحدة في عام 1904، توفي أخر ملوك مانوا، توي مانوا إليسارا، في 2 يوليو عام 1909. وقد قوبلت جميع المحاولات الهادفة لإحياء النظام الملكي، وخاصة بعد موت الملك، بمعارضة قوية من قبل حكومة الولايات المتحدة.